# Giulio Cesare in Egitto

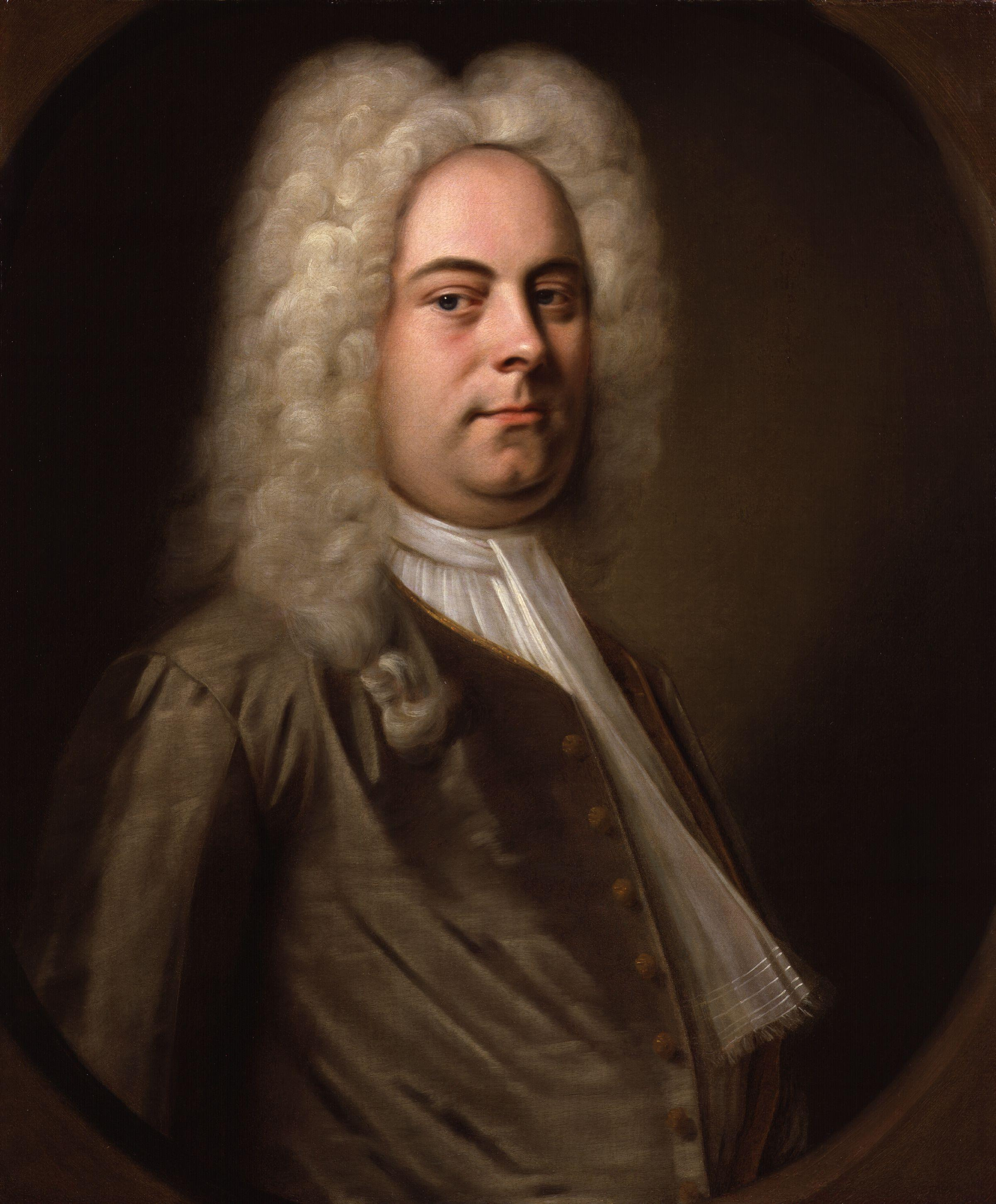
Händel em 1726-1728

Giulio Cesare in Egitto (HWV 17) é uma ópera em três atos do compositor alemão naturalizado britânico Georg Friedrich Händel (1685-1759), completada em dezembro de 1723 e que teve sua estreia em 20 de fevereiro de 1724 no King's Theatre em Londres, quando a carreira lírica do compositor estava no auge. A primeira montagem da ópera contou com vários cantores de renome na época como a soprano Francesca Cuzzoni (1696-1778) e os castrati Senesino (1686-1758) e Gaetano Berenstadt (1687-1734).
A ópera foi reapresentada cerca de dez vezes entre janeiro e fevereiro de 1725. Na ocasião, o autor fez diversas modificações, reduzindo alguns recitativos e diminuindo ainda mais a importância dos papéis de Cúrio e Nirenus, que se tornou um personagem silencioso. Mas Nirenus acabou ganhando mais destaque em novas mudanças na mesma temporada. No mesmo ano, a ópera foi levada para Brunswick e Hamburgo sendo encenada nesta última cidade sucessivas vezes até 1737. Após o fracasso de Lotário (HWV 26) no final de 1729, Giulio Cesare voltou a ser encenada em Londres por nove vezes entre janeiro e março de 1730, incluindo novas modificações do autor como árias adicionais para Cleópatra. Outras quatro apresentações ocorreram em fevereiro de 1732.
O libreto é de Nicola Francesco Haym (1678-1729) a partir de um texto de mesmo nome de Giacomo Bussani musicado por Antonio Sartorio (1630-1680) em 1676. Haym dedicou o libreto à princesa de Gales, Caroline, esposa do rei Jorge II. Em relação ao texto de Bussani, Haym apliou os papéis de Cornélia e de seu filho Sexto Pompeu. Em sentido contrário, reduziu grandemente a importância de personagens secundários como Cúrio e Nirenus. Um personagem cômico, Rodisbe, foi completamente eliminado.
O enredo retrata alguns personagens como indivíduos fortes e complexos, o que permitiu a Händel jogar com um amplo leque emocional. César é mostrado na ópera como o típico grande herói, comparado a Hércules (ou Alcide, no libreto italiano). Cleópatra tem uma personalidade multifacetada, revelando astúcia política, capacidade de sedução, força e emotividade. Ptolomeu (ou Tolomeo, no libreto italiano), irmão de Cleópatra é o grande vilão, traiçoeiro, lascivo e usurpador. Cornélia e Sexto, seu filho com Pompeu, mostram personalidades bem mais estáticas e seus papéis giram continuamente em torno do sofrimento com a morte do esposo (no caso de Cornélia) e o desejo de vingança contra Ptolomeu (no caso de Sexto).

## Personagens e intérpretes originais
| Personagem    | Tipo Vocal    | Elenco da estreia, 20 de fevereiro de 1724 |
| ------------- | ------------- | ------------------------------------------ |
| Cleopatra     | Soprano       | Francesca Cuzzoni                          |
| Sesto         | Soprano       | Margherita Durastanti                      |
| Giulio Cesare | Alto Castrato | Senesino                                   |
| Tolomeo       | Alto Castrato | Gaetano Berenstadt                         |
| Nireno        | Alto Castrato | Giuseppe Bigonzi                           |
| Cornelia      | Contralto     | Anastasia Robinson                         |
| Achilla       | Baixo         | Giuseppe Maria Boschi                      |
| Curio         | Baixo         | John Lagarde                               |

## Sinopse
A trama ocorre em Alexandria em 48 a.C., quando o cônsul romano Pompeu, derrotado na batalha de Farsália, procura refugiar-se no Egito, país com o qual mantivera relações importantes, políticas e militares. O país encontra-se sob o governo de um casal de irmãos: Cleópatra e Ptolomeu, os quais mantêm uma disputa de poder. Sabendo da vitória de Júlio César em Farsália, Ptolomeu manda assassinar Pompeu, oferecendo sua cabeça de presente a César. O restante do libreto é bem menos fiel à história real. Entre outros detalhes, mostra Cleópatra  e Ptolomeu praticamente com a mesma idade. Na verdade, ele era bem mais jovem que a irmã. O envolvimento amoroso entre Júlio César e Cleópatra é sabidamente verídico.

### Ato I

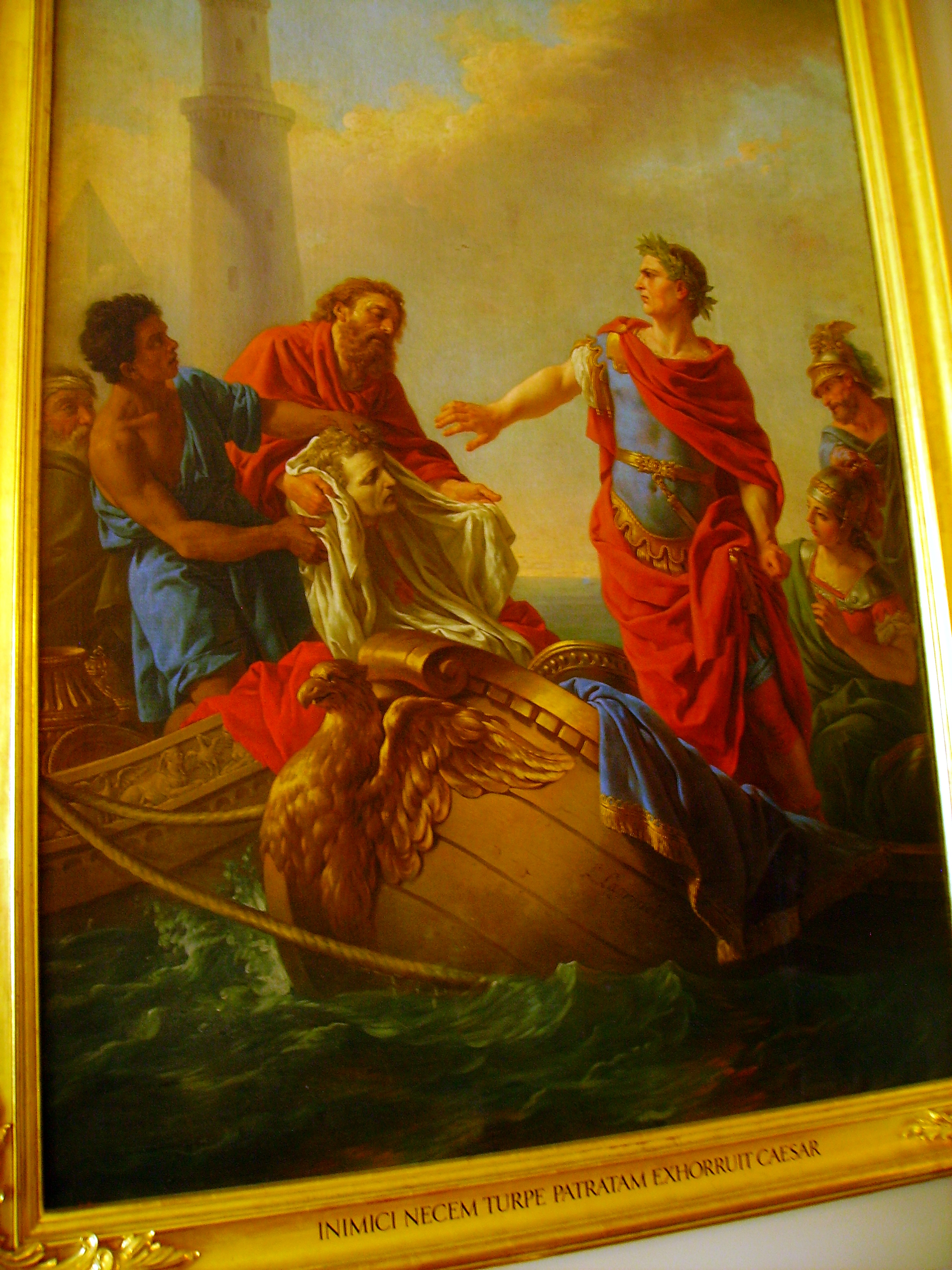
César horrorizado ao ver a cabeça de Pompeu, por Louis-François Lagrenee.

César desembarca com suas tropas vitoriosas às margens do Nilo após a vitória na batalha de Farsália. Cornélia e seu filho Sexto pedem misericórdia para Pompeu. Os dois ignoram que o cônsul já está morto. César concorda em fazer as pazes com seu velho amigo. Achillas, líder das tropas egípcias de Ptolomeu, entra em cena e apresenta a cabeça de Pompeu como presente a César, levando Cornélia e Sexto ao desespero. Mas César fica enfurecido e rejeita a proposta, acusa Achilla e Ptolomeu de crueldade e promete se encontrar com o monarca egípcio no mesmo dia, antes do pôr-do-Sol. Cornélia lamenta sua dor e Sexto jura vingar o pai. Cleópatra fica sabendo do ocorrido por Nirenus e decide apresentar-se a César com a falsa identidade de Lídia na tentativa de seduzi-lo para ganhar sua confiança e unir-se a ele contra o irmão rival. Achilla revela a Ptolomeu o desprezo de César com relação à sua oferta. O co-regente egípcio se enfurece e conspira com Achilla, planejando a morte de César. Achilla, em troca, pede que Ptolomeu lhe conceda Cornélia como prêmio. Cleópatra, disfarçada como Lídia, se apresenta a César que se mostra bastante atraído por ela. Ao final do dia, César e Ptolomeu se encontram no palácio real egípcio e mostram-se pouco confiantes um no outro. Sexto e sua mãe Cornélia também encontram Ptolomeu que se sente atraído por ela. Sexto tenta desafiar Ptolomeu para um duelo, mas não tem sucesso. Cornélia rejeita Achilla, que ordena a prisão de seu filho Sexto.

### Ato II
Cleópatra prepara uma recepção sedutora para César nos terraços do palácio real e o romano se mostra completamente encantado com a beleza de Lídia/Cleópatra. Achilla insiste em conquistar o amor de Cornélia que o rejeita continuamente. Quando ele sai para dar andamento à conspiração contra César, Ptolomeu também tenta conquistar o afeto de Cornélia, mas é igualmente rejeitado. Cleópatra evoca Vênus e Eros para ajudá-la a conquistar César quando se ouve o rumor de armas. A conspiração está em andamento e a guarda egípcia está à procura de César. Confusa e aflita, Cleópatra acaba revelando sua verdadeira identidade e César é obrigado a fugir com Cúrio, líder das legiões romanas, para organizar a resistência. Ptolomeu decide colocar Cornélia em seu próprio harém, mas Achilla entra e anuncia que, na fuga, César e Cúrio morreram no mar e que Cleópatra está reunindo tropas contra o irmão. Achilla cobra a promessa de Ptolomeu de lhe entregar Cornélia, mas o monarca descumpre a palavra, afirmando que saberá premiá-lo de outra forma. Achilla, sentindo-se traído, passa para o partido de Cleópatra. Cornélia pensa em se matar, mas é impedida por seu filho, Sexto.

### Ato III
As forças de Ptolomeu vencem as de Cleópatra e ela é presa. Mas César sobrevive e aparece nas praias de Alexandria só e desolado. Sexto surge à procura de Ptolomeu e se depara com Achilla, gravemente ferido em batalha. Antes de morrer, desejando vingança contra Ptolomeu, Achilla entrega a Sexto um selo que servirá como um código para um exército que está aquartelado e que poderá ser mobilizado contra o monarca egípcio. César, ouvindo de longe o diálogo, surge, toma o selo de Sexto e se dispõe a liderar aquelas forças contra Ptolomeu para salvar Cleópatra e Cornélia. Cleópatra reencontra César e é libertada por ele para sua grande alegria. Sexto encontra Ptolomeu no palácio e, finalmente, tem seu duelo. O monarca é morto por Sexto e Cornélia é libertada. Vitoriosos, César e Cleópatra comemoram a vitória. O romano a proclama rainha do Egito e ela jura lealdade a Roma. Eles cantam seu amor um pelo outro e são saudados por todos por terem restabelecido a paz no reino.

## Libreto
- http://www.haendel.it/composizioni/libretti/pdf/hwv_17.pdf